# Marius Klumperbeek
Marius Pieter Louis Klumperbeek, nizozemski veslač, * 7. avgust 1938, Džakarta.
Klumperbeek je bil na Poletnih olimpijskih igrah 1960 v Rimu krmar nizozemskega četverca s krmarjem, ki je izpadel v polfinalu. Štiri leta kasneje je v Tokiu prav tako krmaril nizozemski četverec brez krmarja, ki pa je takrat osvojil bronasto medaljo. 